# Muscle mylo-hyoïdien
Le muscle mylo-hyoïdien (Musculus mylohyoideus en latin) est un muscle suprahyoïdien pair de la partie supérieure du cou qui forme avec son vis-à-vis un plancher de la cavité buccale.

## Description
Le muscle mylo-hyoïdien est un muscle plat et mince situé dans la région du plancher de la bouche.

## Origine
Le muscle mylo-hyoïdien nait de la ligne mylo-hyoïdienne de la mandibule.

## Trajet
Le muscle mylo-hyoïdien se dirige en bas  et en dedans.

## Insertion
Le muscle mylo-hyoïdien se termine sur une ligne tendineuse qui relie les muscles mylo-hyoïdiens gauche et droit sur la ligne médiane constituant le raphé mylo-hyoïdien.
Ses fibres postérieures se termminent sur le corps de l'os hyoïde.

## Innervation
Le muscle mylo-hyoïdien est sous le contrôle du nerf mylo-hyoïdien venant du nerf alvéolaire inférieur branche collatérale du nerf mandibulaire V3.

## Actions
Le muscle mylo-hyoïdien provoque l'ascension de l'os hyoïde lorsque la mandibule est fixe et l'abaissement de la mandibule lorsque l'os hyoïde est fixe.

## Rapports
Le muscle est en rapport avec le muscle homonyme controlatéral par un raphé qui les unis. Le bord postérieur du muscle est en relation avec la glande sub-mandibulaire.

## Galerie

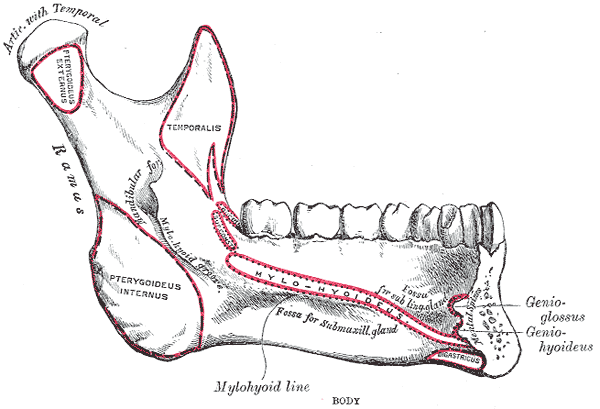
Mandibule. Vue interne
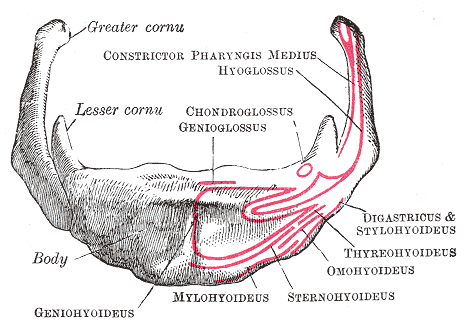
Os hyoïde